# Calymmaria gertschi
Calymmaria gertschi är en spindelart som beskrevs av Ernst Heiss och Draney 2004. Calymmaria gertschi ingår i släktet Calymmaria och familjen panflöjtsspindlar. Inga underarter finns listade.